# Sidiclei
Sidiclei de Souza (ur. 13 maja 1972 w Cascavel) – brazylijski piłkarz występujący na pozycji obrońcy.

## Życiorys
W latach 1992–1995 występował w SE Matsubara, a w 1996 roku był piłkarzem Atletico Paranaense. W 1997 roku przeszedł do Montedio Yamagata, gdzie występował przez dwa lata. W 1999 roku przeszedł do Kyoto Purple Sanga. W J.League Division 1 zadebiutował 6 marca 1999 roku w przegranym 0:1 spotkaniu z Kashiwą Reysol. Po zakończeniu sezonu podpisał kontrakt z Oitą Trinita. W 2001 roku przeszedł do Vissel Kobe, a od 2004 roku był piłkarzem Gamby Osaka. Z tym klubem w 2005 roku zdobył mistrzostwo Japonii, a w roku 2007 zdobył Puchar J.League i Superpuchar Japonii. W 2008 roku został zawodnikiem Kyoto Sanga. W 2010 roku wrócił do Brazylii, grając w takich klubach jak Cascavel CR, CN Marcílio Dias i EC Águia Negra.
W 2012 roku był asystentem trenera w EC Águia Negra. W latach 2013–2015 był asystentem Kenty Hasegawy w Gambie Osaka. W 2017 roku został asystentem trenera w Cascavel CR, którą to funkcję pełnił do 2020 roku. Jednocześnie w 2019 roku był trenerem zespołu U-19 Cascavel.

## Statystyki ligowe
| Sezon | Klub               | Liga                          | Mecze | Gole |
| ----- | ------------------ | ----------------------------- | ----- | ---- |
| 1999  | Kyoto Purple Sanga | J.League Division 1           | 29    | 4    |
| 2000  | Oita Trinita       | J.League Division 2           | 35    | 5    |
| 2001  | Vissel Kobe        | J.League Division 1           | 28    | 0    |
| 2002  | Vissel Kobe        | J.League Division 1           | 27    | 6    |
| 2003  | Vissel Kobe        | J.League Division 1           | 30    | 6    |
| 2004  | Gamba Osaka        | J.League Division 1           | 30    | 3    |
| 2005  | Gamba Osaka        | J.League Division 1           | 28    | 1    |
| 2006  | Gamba Osaka        | J.League Division 1           | 31    | 3    |
| 2007  | Gamba Osaka        | J.League Division 1           | 33    | 2    |
| 2008  | Kyoto Sanga FC     | J.League Division 1           | 33    | 1    |
| 2009  | Kyoto Sanga FC     | J.League Division 1           | 20    | 0    |
| 2010  | CD Marcílio Dias   | Campeonato Brasileiro Série D | 5     | 0    |